# Lorne Trottier
Lorne Trottier (15 juin 1948 à Montréal - ) est le cofondateur de Matrox, entreprise de conception de circuits intégrés et de fabrication de cartes, dans le domaine du graphisme. 
Diplômé de l'école secondaire Baron Byng, Trottier a obtenu son baccalauréat de génie électrique en 1970 et sa maîtrise en génie dans le même domaine en 1973. Il a reçu ses deux diplômes de l'Université McGill. 
L'Université McGill lui a décerné un doctorat honorifique en science en 2006. Il a également reçu le prix Lionel-Boulet en 2003.
Lorne Trottier à travers la fondation de la famille Trottier est un important donateur pour les pavillons Lassonde (2005) de l'École polytechnique de Montréal et Trottier (2003) de l'Université McGill. Il a également donné aux fondations du Centre des sciences de Montréal et de celle de l'hôpital général du Lake Shore, et est un sponsor majeur du musée en ligne de l'école Baron Byng.
En 2019, Lorne Trottier acquiert la propriété exclusive de Matrox, incluant  ses trois divisions: Imagerie Matrox, Graphiques Matrox et Vidéo Matrox.
En 2022, il fait un don de 26 millions de dollars canadiens à l’Institut de recherche sur les exoplanètes (iREx) de l’UdeM et à l'Institut spatial de McGill. Ces deux instituts ajouteront le patronyme de Lorne Trottier dans leur nom.
Il est président de l'Institut de l'énergie Trottier, un institut lié à l'école Polytechnique de Montréal, qui étudie les enjeux énergétiques.

## Vie personelle
Son père est franco-ontarien et sa mère est juive.